# Samuel Brolin
Samuel Brolin (Lidköping, 2000. szeptember 29. –) svéd korosztályos válogatott labdarúgó, a dán Hoesens kapusa kölcsönben az AIK csapatától.

## Pályafutása

### Klubcsapatokban
Brolin a svédországi Lidköping községben született. Az ifjúsági pályafutását a Stocksund csapatában kezdte, majd az AIK akadémiájánál folytatta.
2019-ben mutatkozott be az AIK első osztályban szereplő felnőtt keretében. A 2019-es szezonban a harmadosztályú Vasalund, míg a 2020-as szezonban a másodosztályú Akropolis csapatát erősítette kölcsönben. 2021 és 2022 között a Mjällbynál szerepelt szintén kölcsönben. Először 2021. április 26-án, az Elfsborg ellen 1–0-ás vereséggel zárult bajnokin lépett pályára. 2023. január 16-án féléves kölcsönszerződést kötött a dán első osztályban érdekelt Horsens együttesével.

### A válogatottban
Brolin az U16-ostól az U21-esig szinte minden korosztályos válogatottban képviselte Svédországot.
2021-ben debütált az U21-es válogatottban. Először 2021. június 3-án, Finnország ellen 2–0-ás győzelemmel zárult barátságos mérkőzésen lépett pályára.

## Statisztikák
2023. március 3. szerint
| Klub                   | Szezon   | Osztály          | Bajnokság | Bajnokság | Kupa  | Kupa | Nemzetközi | Nemzetközi | Összesen | Összesen |
| Klub                   | Szezon   | Osztály          | Meccs     | Gól       | Meccs | Gól  | Meccs      | Gól        | Meccs    | Gól      |
| ---------------------- | -------- | ---------------- | --------- | --------- | ----- | ---- | ---------- | ---------- | -------- | -------- |
| Vasalund (kölcsönben)  | 2019     | Ettan            | 16        | 0         | 0     | 0    | —          | —          | 16       | 0        |
| Akropolis (kölcsönben) | 2020     | Superettan       | 30        | 0         | 0     | 0    | —          | —          | 30       | 0        |
| Mjällby (kölcsönben)   | 2021     | Allsvenskan      | 10        | 0         | 1     | 0    | —          | —          | 11       | 0        |
| Mjällby (kölcsönben)   | 2022     | Allsvenskan      | 29        | 0         | 3     | 0    | —          | —          | 32       | 0        |
| Mjällby (kölcsönben)   | Összesen | Összesen         | 39        | 0         | 4     | 0    | 0          | 0          | 43       | 0        |
| Horsens (kölcsönben)   | 2022–23  | Danish Superliga | 3         | 0         | 0     | 0    | —          | —          | 3        | 0        |
| Összesen               | Összesen | Összesen         | 88        | 0         | 4     | 0    | 0          | 0          | 92       | 0        |